# Luchthaven St. Gallen-Altenrhein
Luchthaven St. Gallen-Altenrhein (Duits: Flughafen St. Gallen-Altenrhein, Frans: Aéroport Saint-Gall-Altenrhein) (IATA: ACH, ICAO: LSZR) is een luchthaven in Sankt Gallen/Altenrhein vlak bij de Bodensee, Zwitserland. De luchthaven verwerkte 124 588 passagiers in 2017. De luchthaven is de thuisbasis van de luchtvaartmaatschappij People's Viennaline

## Ligging
Het vliegveld ligt in het noordoosten van Zwitserland, tegen het Bodenmeer (Duits: Bodensee) en 2 kilometer van de Oostenrijkse grens. Het vliegveld ligt in het dorpje Altenrhein en tevens in de buurt van de stad Sankt Gallen. Het ligt 22 kilometer van de grens van Liechtenstein. Het vliegveld ligt op een hoogte van 398 meter. De startbaan ligt van oost naar west en heeft een lengte van 1500m. Ook bevindt er zich een startbaan van gras, gebruikt door kleinere propellervliegtuigjes. De Boeing 737 is het grootste vliegtuig dat er kan landen vanwege de beperkte lengte van de startbaan.

## Geschiedenis
Aan het einde van de Tweede Wereldoorlog werden er diverse plaatsen gevonden die gemoderniseerd konden worden tot een luchthaven ter ondersteuning van de primaire stedelijke luchthavens. Sankt-Gallen/Altenrhein was een van de 5 mogelijke.
Austrian Airlines nam als eerst de route Wenen - Sankt-Gallen/Altenrhein over in 2003 van  Rheintalflug, een voorloper van InterSky. In 2011 beëindigde de luchthaven het contract met Austrian Airlines. Hierna richtte de luchthaven de luchtvaartmaatschappij People's Viennaline op, waarvan Sankt-Gallen/Altenrhein de thuisbasis van is. Austrian Airlines zette een eigen toestel in, maar stopte in 2013 wegens aanhoudend verlies door de concurrentie. People's Viennaline boodt Austrian Airlines een  Codeshare-Overeenkomst aan, maar deze werd afgewezen. Sindsdien is People's Viennaline de enige luchtvaartmaatschappij die commerciële vluchten uitvoert vanaf Sankt-Gallen/Altenrhein.

## Inrichting
Het vliegveld beschikt over een kleine passagiersterminal en enkele hangars voor vliegtuigen zoals de Embraer 170, zakenjets of andere toestellen zoals de Cessna 172.
Er zijn geen aviobruggen, maar er wordt gebruik gemaakt van trappen die tegen het vliegtuig aan wordt het gezet. De verharde, oostwaartse startbaan 10 is uitgerust met een instrument landing system (ILS CAT I). Vanwege zijn korte lengte kan de hoofdbaan alleen worden gebruikt door kleinere passagiersvliegtuigen, zoals de Embraer E-jets of de Bombardier C-series.

## Bestemmingen en luchtvaartmaatschappijen
| Luchtvaartmaatschappij | Bestemmingen |
| ---------------------- | --- |
| People's Viennaline    | Wenen Seizoensgebonden: Cagliari, Ibiza, Kefalonia, Menorca, Napels, Olbia, Palma de Mallorca, Preveza, Pula, Sevilla |

## Verkeer en vervoer
De luchthaven is te bereiken via de snelweg A1 (Zürich - Winterthur, afrit Rheineck-Thal). Taxi's en een shuttlebussen zijn beschikbaar. Er is ook een lijnbusverbinding van de luchthaven naar de nabijgelegen steden Rorschach en Rheineck en hun treinstations.

## Industrie
Flug- und Fahrzeugwerke Altenrhein AG (FFA) was een Zwitserse vliegtuig- en spoorwegmateriaal fabrikant gevestigd te Altenrhein. Het was oorspronkelijk onderdeel van Dornier Flugzeugwerke, maar werd in 1948 afgesplitst.
Sinds 1997 worden er door Stadler Rail treinstellen gebouwd.